# Micaela Favilla
Indra Micaela Favilla Belloni, född 27 april 1974 i Buenos Aires, är en svensk författare och illustratör av barn- och ungdomsböcker.
Favilla är född i Argentina men uppväxt i Växjö och Haninge. Hon har tidigare arbetat med animation för spel och film. Sedan 2008 har hon varit verksam som barnboksillustratör och har illustrerat böcker åt bland andra Mats Wänblad och Viveca Lärn. Favilla har även illustrerat pysselböcker, läromedel och konstruerat korsord.
År 2019 debuterade Favilla som författare med den lättlästa boken Lillis och riktiga laget på Rabén & Sjögren. Sedan dess har hon gett ut ytterligare två böcker om Lillis. Favilla har även gett ut böcker på Lilla Piratförlaget som riktar sig till lågstadiet respektive mellanstadiet.